# Christoph Stangl
Christoph Stangl (* 19. Juni 1978 in Linz) ist ein ehemaliger österreichischer Judoka. 2000 nahm er an den Olympischen Sommerspielen in Sydney teil. Sein Kampf dauerte 19 Sekunden. Er wurde von dem in Straßwalchen tätigen Gerhard Dorfinger trainiert und kämpfte ab 2005 für das Judo-Zentrum RAPSO Strassham.
Mit 28 Jahren (2007) beendete er seine sportliche Laufbahn und strebte eine Karriere als Immobilienmakler an.
2010 kämpfte Stangl für Sanjindo Bischofshofen in der 2. Judo-Bundesliga.

## Erfolge
Folgende Erfolge konnte Stangl jeweils in der 73-kg-Gewichtsklasse erreichen:
- 2. Rang Grand Prix Città di Roma 2007
- 3. Rang World Cup Baku 2007
- 3. Rang World Cup Warschau 2007
- 3. Rang Belgian Open Championships Visé 2006
- 3. Rang Finnish Open Vaantaa 2005
- 3. Rang Dutch Open Grand Prix Rotterdam 2001
- 3. Rang International Tournament José Ramon Rodriguez Kuba 2000
- 3. Rang Militärweltmeisterschaft 2002